# Havre de Grace (település)
Havre de Grace kiejtéseⓘ tizenháromezer lakosú kisváros az Amerikai Egyesült Államok Maryland államában, Harford megyében. A város a Susquehanna folyó torkolatánál, a Chesapeake-öböl északi végében fekszik; Aberdeen és Perryville helységekkel szomszédos.

## Története
Havre de Grace környékéről a legkorábbi leírás 1608-ból származik, amikor John Smith felfedező körutat tett a Chesapeake-öböl felső részén és a Susquehanna folyón. Smith leírása szerint a területet a susquehannock indián törzs népesítette be. Maryland 1652-ben szerződést kötött az indiánokkal, melynek révén a mai város területén 80 hektár föld a telepesek tulajdonába került. 1695-ben rendszeres kompjárat indult a Susquehanna két partja között. Az első házak 1782-ben épültek meg, amikor Robert Young Stokes kialakította a leendő város első utcáit.
A hagyomány szerint a város La Fayette márkitól kapta a nevét, akit a város fekvése a Szajna torkolatánál fekvő Le Havre-ra (akkori nevén Le Havre-de-Grâce) emlékeztetett az 1780-as években.
A település hivatalosan 1795-ben kapott városi rangot, és ezzel a főváros, Annapolis után a második legrégebbi város az államban.